# آن كاميرون
آن كاميرون (بالإنجليزية: Anne Cameron)‏ (20 أغسطس 1938، نانيامو إي في كندا)؛ كاتِبة ومؤلِّفة، شاعرة، كاتبة سيناريو وروائية كندية.

## روابط خارجية
- آن كاميرون على موقع IMDb (الإنجليزية)
- آن كاميرون على موقع قاعدة بيانات الفيلم (الإنجليزية)